# Michel Macurdy
Pas d'image ? Cliquez ici

a Compétitions nationales et continentales officielles uniquement.

Dernière mise à jour le 13 octobre 2010.
Michel Macurdy, né le 11 juin 1975 à Argenteuil (Val-d'Oise), est un ancien joueur de rugby à XV français qui évoluait au poste de deuxième ligne avant de devenir entraîneur.

## Palmarès
- Équipe de France -21 ans